# Marcos López
Marcos Johan Lopéz Lanfranco  (Callao, 20 de novembro de 1999) é um futebolista peruano que atua como lateral-esquerdo. Atualmente joga pelo Copenhague.

## Carreira

### Universidad San Martín
Lopéz nasceu em um bairro La Perla Baja, em Callao, cidade do Peru. Jogando bola nas peladas de rua de seu bairro onde apostava dinheiro para ganhar refrigerante como prêmio, foi captado pelos olheiros do Universidad San Martin que notaram sua velocidade e confiança.
Com apoio e aval de seu pai, Marcos passou a destacar-se nas categorias do San Martín e consoante ao futebol, em 2016 passou a estudar numa excelente escola em Surco que ficava perto do centro de treinamento do clube. Entretanto, Marcos ao mesmo tempo que ia bem no futebol e cai nos rendimentos escolares, fato que o fez ser afastado do time. Com a ajuda de um dos auxiliares do técnico José Del Solar, Marcos conseguiu recuperar as notas e a vaga no time.
Fez sua estreia profissional em 14 de agosto de 2016, na vitória de 2–0 sobre o Sport Huancayo no Campeonato Peruano, entrando aos 87 minutos do segundo tempo. Permaneceu por cinco anos no clube contando as categorias de base, tendo transferido-se para o Sporting Cristal em 2017.

### Sporting Cristal
Foi anunciado pelo Sporting Cristal em 4 de setembro de 2017, assumindo a camisa 3 do clube. Todavia, só foi relacionado para o banco de reservas uma vez. Com a chegada de Mario Salas em 2018 e disputando posição pela ala esquerda com o compatriota Fernando Pacheco, Lopez ganhou a posição de titular e disputou 23 partidas e marcou cinco gols pela equipe no ano, tendo feito seu primeiro gol como profissional no dia 22 de julho, na vitória por 2–0 sobre o Melgar no Torneio Apertura. Inclusive, fez um dos gols do título do Campeonato Peruano na final contra o Alianza Lima, vencido pelo placar agregado de 7–1.

### San José Earthquake
Em 4 de janeiro de 2019, O Sporting Cristal publicou o acerto com o San José Earthquake pelo jogador. O clube estadunidense anunciou-o oficialmente dois dias depois.
Após uma temporada de 2019 abaixo com 18 jogos e sem participação em gols, foi emprestado para a filial do San José, o Reno 1868, em 2020. Fez sua estreia pelo clube na vitória por Tacoma Defiance, na primeira rodada da USL Championship.
Fez seu primeiro gol pelo clube em 3 de outubro de 2020, o segundo da vitória por 2–1 sobre LA Galaxy na Major League Soccer. Foram ao todo 74 partidas, quatro gols e três assistências pelo time estadunidense em quatro temporadas.

### Feyenoord
Foi anunciado pelo Feyenoord em 9 de agosto de 2022, assinando contrato até 2026 e escolhendo a camisa 15 para usar. Marcos López fez sua estreia pelo time neerlandês em 11 de setembro de 2022, na vitória por 3–0 sobre o Sparta Rotterdam na sexta rodada da Eredivisie.
Participou do elenco campeão da Eredivisie 2022–23 ao vencer o Go Ahead Eagles por 3–0 na 32ª rodada do torneio. Lopéz na altura havia disputado 25 partidas na temporada (17 na Eredivisie e oito na Liga Europa, com um assistência concedida em ambas as competições).

## Seleção Peruana

### Sub-20 e Sub-23
Lopéz disputou os Campeonatos Sul-Americanos Sub-20 de 2017 e 2019, além de ter integrado o plantel convocado para representar a Bicolor Sub-23 no Torneio Pré-Olímpico de 2020.

### Principal
Em 25 de maio de 2018, foi um dos 16 jogadores convocados como sparrings da Seleção Principal para a Copa do Mundo de 2018, na Rússia.
Obteve sua primeira convocação para a Seleção Principal do Peru em 18 de agosto de 2018, para amistosos contra os Países Baixos e Alemanha. Fez sua estreia oficial contra a Alemanha, na vitória por 2–0 em 9 de setembro.  Entrou aos 68 minutos no lugar do lesionado Edison Flores, sendo o jogador mais jovem alçado por Ricardo Gareca na Seleção superando Beto da Silva em 2016.
Em 10 de junho, figurou na lista 26 convocados por Ricardo Gareca para a Copa América de 2021.

## Estilo de jogo
Marcos López tem como principal característica ser um lateral bastante ofensivo, tendo por causa dessa característica jogado muitas vez como ponta nos tempos de Sporting Cristal, podendo também fazer a posição de ala e meia.

## Títulos

### Sporting Cristal
- Campeonato Peruano: 2018

### Feyenoord
- Eredivisie: 2022–23
- Copa dos Países Baixos: 2023–24
- Supercopa dos Países Baixos: 2024